# Hatsumi Ueda
Pour les articles homonymes, voir Ueda (homonymie).
Hatsumi Ueda (上田 初美, Ueda Hatsumi) est une joueuse professionnelle japonaise de shogi née le 16 novembre 1988 à Kodaira.  Elle a disputé neuf finales de titres majeurs féminins depuis 2009 et remporté deux fois le titre de féminin de jo-o (open Mynavi) en 2011 et 2912.

## Palmarès
En 2013 et 2017, lors du tournoi de classement de Meijin féminin 2012-2013 et en 2016-2017, Ueda se qualifie pour la finale contre Kana Satomi, détentrice du titre de shogi féminin de 2009 à 2020.
| Titre                    | Victoires  | Finales perdues  |
| ------------------------ | ---------- | ---------------- |
| Meijin féminin (ja)      |            | 2012-13, 2016-17 |
| Ōshō féminin (ja)        |            | 2018             |
| Open féminin Mynavi (ja) | 2011, 2012 | 2013, 2015, 2017 |
| Seirei (ja)              |            | 2020             |